# سن-پری-ل-زارنی
سن-پری-ل-زارنی (به فرانسوی: Saint-Prix-lès-Arnay) یک کمون در فرانسه با جمعیت ۲۴۶ نفر است که در Canton of Arnay-le-Duc واقع شده‌است.